# Saint-Caprais (Cher)
Saint-Caprais è un comune francese di 644 abitanti situato nel dipartimento del Cher, nella regione del Centro-Valle della Loira.

## Società

### Evoluzione demografica
Abitanti censiti